# Szamosköz
A Szamosköz egy kistájrész; a Tisza és a Szamos közötti síkság elnevezése.

## Leírása
Szamosköz-nek a középkorban a Tisza és a Szamos alsó szakasza között elterülő síkságot nevezték.
Szamosköz mint tájnév az 1730-as évektől mint járásnév is élt; mint közigazgatási egység a régi Szatmár megye irataiban Szamosközi járás-ként is élt.

## Földrajza
A Mai Szamosköz Románia északnyugati és Magyarország északkeleti területére terjed ki.
A tájegységet számos patak és folyó osztja kisebb tájakra, melyek közé tartozik a Túrhát, a Túr két partja mellett sorakozó településekkel, valamint a Tiszahát, mely a Szamosköz nyugati részén húzódik, valamint a Szamoshát és a Túrhát közt fekvő Erdőhát.

## Története
A honfoglaláskor ideérkező magyarság itt ritka, szláv népességet talált.
A Szamosköz területe a 10. században népesült be, és területén a középkortól magyarok laktak, leszámítva a 17–18. századi szórványos román beköltözéseket.
A trianoni békeszerződés után keleti része Romániához, nyugati felepedig Magyarország területére került.